# Голуб Бабић
Голуб Бабић (Трубар, Дрвар, 1824 — Сарајево 1910) био је српски хајдучки харамбаша и војвода, један од најзначајнијих команданата устаника у вријеме Невесињске пушке (1875—1878).

## Биографија
Српски војвода Голуб Бабић, рођен је у селу Трубару код Дрвара 7. септембра 1824. године од оца Илије и мајке Василије. Одраставши, најприје се борио против турског зулума као хајдучки харамбаша у југозападној Босни и Тромеђи.
У револуционарној 1848. години, за време Мађарске револуције, учествовао је у одреду српских добровољаца под командом Стевана Петровића Книћанина у борбама по Војводини. Вратио се у Босну и 1858. године, учествује у Дољанској буни (1857—1858), гдје му гине старији брат Божо.
Све до 1863. године живи у Славонији, у Пакрацу, гдје се већи дио породице Бабић преселио као и мноштво народа из Босанске Крајине након неуспјеха Дољанске буне.
У зиму 1863. године долази са породицом у Ђаково, на позив бискупа ђаковичког Јосипа Јураја Штросмајера, гдје живе неколико мјесеци под његовом заштитом, а потом се пресељава у Србију, због страха да га аустријске власти не предају Турцима, али и због бискуповог притиска да пређе на католицизам, на шта му је Голуб одговорио: „Ми смо, баш због вјере, оставили и жене и дјечицу, свој завичај и оно мало сиротиње. А кад би хтјели вјером преврнути, прије би се потурчили, па би у својој земљи живјели слободно као и бегови“. Од 1864. па све до 1875. године живи са породицом у Србији, у селу Стублине код Обреновца, гдје их је смјестио прота лознички Игњатије Васић, пошто је у Србију прешао код Лознице.
Августа 1875. се враћа у Босну са своја три брата: Миланџом, Павлом и Петром, и диже народ на устанак у Црним Потоцима, између Дрвара и Босанског Грахова кад је и изабран за вођу устаника на простору југозападне Босне.
Већ до 15. септембра 1875. године имао је чету од 25 људи, а до краја мјесеца одред од око 150 људи. Устаничка војска је сваким даном бивала бројчано јача и боље наоружана. Илија Гутеша му је из Беча послао 315 пушака „острагуша“ и 6 центи барута, које му је у Србију донио Симо Бањац. Да би објединио руковођење борбама на сектору којим је руководио, формирао је главну управу устанка: главно управитељство јужнобосанског устанка, као централно руководеће тијело. Врло брзо је стекао повјерење, ауторитет и углед међу устаницима, а на борбеном плану постигао је значајне војничке успјехе.
Био је велики присталица и поборник герилског ратовања. Ослобођена је територија од Лике до Бјелаја (са Унцем, данашњи Дрвар) и од Динаре до Ливна и Гламоча.
Заједно са својим седамдесет једним четовођом потписао је 2. јула 1876. године Проглас за уједињење Босне са Србијом.
Кад је 4. августа 1877. године доживио војнички пораз код Седла, а устанак био угушен, прешао је у Лику и одатле све до марта 1878. организовао мање герилске нападе на Турке у Босни и Тромеђи. Исте године изабран је, на устаничкој Скупштини одржаној у Тишковцу, за делегата на Берлинском конгресу (1878) заједно са Васом Видовићем, али не одлази у Берлин због настојања Кнежевине Србије да се ничим не замјери Аустроугарској монархији.
Улазак аустријске војске и окупацију Босне и Херцеговине прихватио је помирљивим односом и држањем те се предаје трупама у Србу.
Једно вријеме био је у служби нове власти у Бихаћу, прихватајући то као привремено и тренутно боље рјешење од турске власти.
Веома престижно одело, које је Голуб Бабић носио у устанку 1875. године (види фотографију), исти је добио због својих изузетних ратничких заслуга, а носио га је пре њега војвода/сердар Милован Павасовић (у устанку 1715. године), да би следећи српски јунак, који је због борбености и храбрости, добио част да носи ово старо одело од Српске православне цркве „Светог Петра“ (у Доњем Тишковцу) био четнички војвода Бранко-Бране И. Богуновић (1911-1945).
На Никољдан, 19. децембра 1910. године, војвода Голуб Бабић је умро у Сарајеву, у 87-ој години.
Непознати аутор некролога написао је: „Од ране своје младости с оружјем у руци борио се за своју потиштену браћу. Није било оружаног покрета у коме он није судјеловао...“

## Политичко ангажовање
Као војвода изабран је 29. септембра 1877. године у привремену народну владу председника Владимира Јонина.
Владу су чинили:
- Владимир Семјонович Јонин (Рус) - председник
- Јово Ерцег Скобла (Србин) - заменик председника

Чланови:
- Јово С. Билбија (Србин) - секретар
- Голуб Бабић (Србин) - војвода
- Вид Милановић (Србин) - војвода
- Перо Крецо (Србин) - војвода
- поп Василије Ковачевић (Србин) - четовођа
- поп Јово Пећанац (Србин) - четовођа
- Тривун Бундало (Србин) - четовођа
- Дамјан Ђурица (Србин) - четовођа
- Илија Шевић (Србин) - четовођа
- Илија Тривић (Србин) - четовођа
- Божо Љубоја (Србин) - четовођа
- фра Бонавентура-Боно Дрежњак (Хрват) - четовођа
- Нико Буро (Хрват) - четовођа
- Мато Јурета (Хрват) - четовођа

## Галерија: Голуб Бабић
- Опис слике:
Голуб И. Бабић (1842-1910), српски војвода у Босанско-херцеговачком устанку 1875-1878.
- Опис слике: Војвода Голуб И. Бабић (1824-1910) на фотографији из 1898. године, у краљевско плавом оделу, које ће после њега носити војвода Бране Богуновић.
 Извор: „DYNASTIА NEMAGNICH ET GENUS FAMILIА BOGUNOUICH: Per vestigium documentorum archivi Ragusini“ (THE NEMANJIĆ DYNASTY AND ORIGIN OF THE BOGUNOVIĆ FAMILY: Tracing the documents of Dubrovnik Archive), Часопис „Chivalrous culture“ № 7 (2018).
- Опис слике: Четнички војвода Бранко И. Богуновић (1911-1945) у краљевско плавом оделу (са краја 17. века), које је пре њега носио војвода Голуб Бабић.
 Извор: „DYNASTIА NEMAGNICH ET GENUS FAMILIА BOGUNOUICH: Per vestigium documentorum archivi Ragusini“ (THE NEMANJIĆ DYNASTY AND ORIGIN OF THE BOGUNOVIĆ FAMILY: Tracing the documents of Dubrovnik Archive), Часопис „Chivalrous culture“ № 7 (2018).